# پینک فلوید: زنده در پمپئی
پینک فلوید: زنده در پمپئی (به انگلیسی: Pink Floyd: Live at Pompeii) نام یک کنسرت فیلم است که در آن گروه موسیقی پراگرسیو راک پینک فلوید در آمفی‌تئاتر پمپئی واقع در پمپئی ایتالیا به اجرای آهنگ‌های خود می‌پردازد. این اجرا بدون هیچ تماشاگری اجرا و ضبط شد. کارگردان این کنسرت فیلم آدریان میبن است.
عمدهٔ مراحل فیلم‌برداری پیرامون آمفی‌تئاتر پمپئی در طی ۴ روز با استفاده از تجهیزاتی که گروه در تورهای خود استفاده می‌کرد در اکتبر ۱۹۷۱ انجام شد.
این کنسرت فیلم در ایران به صورت یک اثر مجاز و قانونی توسط شرکت «جوانه پویا» در اواسط دهه ۱۳۸۰ در یک DVD منتشر شد.
این فیلم دارای سه نسخه‌است که نسخهٔ اصلی در سال ۱۹۷۲ منتشر شد و شامل شش آهنگ از گروه می‌باشد.
ویرایش دیگری از فیلم در سال ۱۹۷۴ منتشر شد که مراحلی از ساخت آلبوم نیمه تاریک ماه همراه با برخی قطعات اولیه از این آلبوم به آن افزوده شد و شامل مصاحبه‌هایی با اعضای گروه در ابی‌رود استودیوزِ لندن نیز می‌باشد.
نسخهٔ سوم آن در سال ۲۰۰۳ منتشر شد که شامل ویرایش‌های کارگردانی می‌باشد و آهنگ‌ها همان آهنگ‌ها هستند.

## پیش‌زمینه

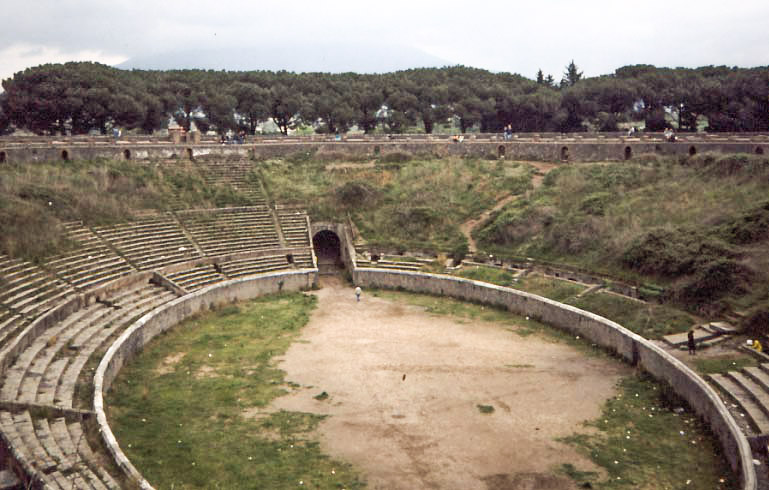
محل اجرای کنسرت. آمفی تئاتر سایت باستان شناسی در پمپئی نزدیک ناپل (ایتالیا)

پینک فلوید سابقه حضور در فیلم‌برداری خارج از یک کنسرت استاندارد راک را پیش‌تر نیز داشت، مانند اجرایش در تلویزیون کی‌کیوای‌دی در آوریل ۱۹۷۰. آدرین میبن یکی از افرادی بود که علاقه‌مند به ترکیب موسیقی پینک فلوید با هنر بود و در طی ۱۹۷۱ تلاش می‌کرد که با مدیر پینک فلوید، استیو اروک، تماس بگیرد تا برای امکان ساخت فیلم برای رسیدن به هدفش گفتگو کند. پس از اینکه طرح اصلی او از ترکیب کارهای گروه و نقاشی‌هایی که در نظر گرفته بود رد شد؛ او در ابتدای تابستان برای تعطیلات به ناپل ایتالیا سفر کرد. در طی بازدیدی که از پمپئی داشت گذرنامهٔ خودش را گم کرد و به آمفی‌تئاتر برگشت تا که بتواند آن را پیدا کند. هنگام قدم زدن در ویرانه‌ها او اینگونه فکر کرد که سکوت و صداهای امبینت طبیعی موجود در آنجا؛ یک پشت صحنهٔ خوبی را برای موسیقی ایجاد می‌کند. او همچنین احساس کرد که فیلم‌برداری گروه بدون تماشاگر عکس‌العمل مناسبی به فیلم‌هایی مانند ووداستاک و گیمی شلتر که پیش از این ساخته شده بود. به‌واسطهٔٔ ارتباطش با دانشگاه ناپل؛ میبن مقامات ناحیه‌ای را مجاب کرد که برای ۶ روز در ماه اکتبر آمفی‌تئاتر پمپئی را ببندند تا مراحل فیلم‌برداری انجام بشود.

## لیست آهنگ‌ها

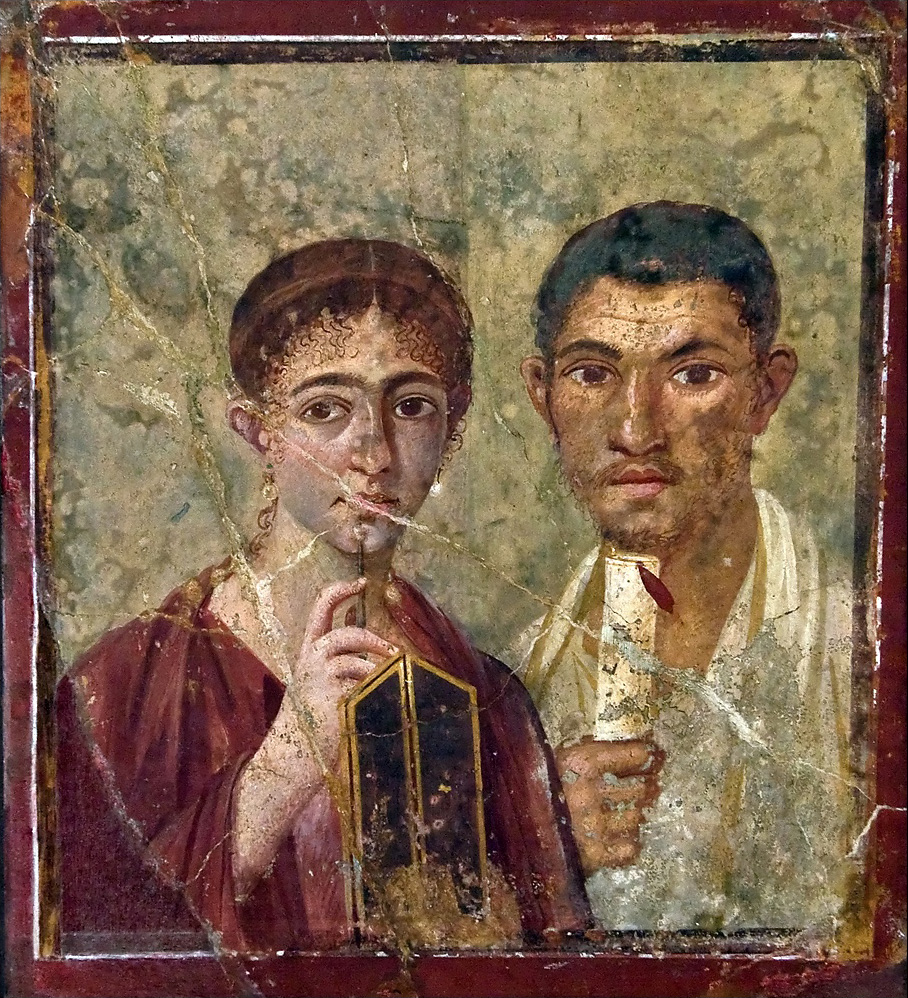
تصویری از نقاشی یک زوج جوان، مربوط به ویرانه‌های پمپئی که در آهنگ دستگاه‌ها را تنظیم کن به سمت قلب خورشید از آن استفاده شده‌است.

### ۱۹۷۲ فیلم اصلی
1. «آهنگ مقدمه»
2. «پژواک‌ها بخش اول» (از فضولی، ۱۹۷۱)
3. «مراقب تبر باش، یوجین» ۱۹۶۸
4. «یک نعلبکی رمز و راز» (از یک نعلبکی رمز و راز، ۱۹۶۸)
5. «یه روز از این روزها» (از فضولی، ۱۹۷۱)
6. «دستگاه‌ها را تنظیم کن به سمت قلب خورشید» (از یک نعلبکی رمز و راز، ۱۹۶۸)
7. «دوشیزه نابس» (از فضولی، ۱۹۷۱)
8. «پژواک‌ها، بخش دوم» (از فضولی، ۱۹۷۱)

### ویرایش ۱۹۷۴
1. «آهنگ مقدمه»
2. «پژواک‌ها، بخش اول» (از فضولی، ۱۹۷۱)
3. «پا به فرار» (از نیمه تاریک ماه، ۱۹۷۳)
4. «مراقب تبر باش، یوجین» (۱۹۶۸)
5. «یک نعلبکی رمز و راز» (از یک نعلبکی رمز و راز، ۱۹۶۸)
6. «ما و آن‌ها» (از نیمه تاریک ماه، ۱۹۷۳)
7. «یه روز از این روزها» (از فضولی، ۱۹۷۱)
8. «دستگاه‌ها را تنظیم کن به سمت قلب خورشید» (از یک نعلبکی رمز و راز، ۱۹۶۸)
9. «اختلال ذهنی» (از نیمه تاریک ماه، ۱۹۷۳)
10. «دوشیزه نابس»
11. «پژواک‌ها، بخش دوم» (از فضولی، ۱۹۷۱)

پوستر فیلم

### ویرایش‌های کارگردانی ۲۰۰۳
1. «پژواک‌ها، بخش اول» / «پا به فرار» (از فضولی/نیمه تاریک ماه، ۱۹۷۱/۱۹۷۳)
2. «مراقب تبر باش، یوجین» (۱۹۶۸)
3. «یک نعلبکی رمز و راز» (از یک نعلبکی رمز و راز، ۱۹۶۸)
4. «ما و آن‌ها» (از نیمه تاریک ماه، ۱۹۷۳)
5. «یکی از این روزها می‌خوام تورو به قطعات کوچکی تکه‌تکه کنم» (از فضولی، ۱۹۷۱)-همان آهنگ (یکی از این روزها)
6. «دوشیزه نابس»
7. «اختلال ذهنی» (از نیمه تاریک ماه، ۱۹۷۳)
8. «دستگاه‌ها را تنظیم کن به سمت قلب خورشید» (از یک نعلبکی رمز و راز، ۱۹۶۸)
9. «پژواک‌ها، بخش دوم» (از فضولی، ۱۹۷۱)

همچنین به نام‌های زیر هم شناخته می‌شود:
- پژواک‌ها: پینک فلوید (درآمریکا)
- پینک فلوید در پمپئی (در بلژیک)

## دست‌اندرکاران
- نیک میسن - درام
- دیوید گیلمور - ساز دهنی، اسلاید گیتار، گیتار، خواننده
- ریچارد رایت - ارگ، خواننده، پیانو
- راجر واترز - گیتار بیس،گیتار ریتم، خواننده، سنج، گنگ